# Ulla-Britt Hultberg
Ulla Britt Hultberg (tidigare Hillbom), född 25 juni 1933 i Stockholm, död 18 juli 1997, var en svensk landslagsspelare i handboll.

## Klubblagskarriär
Ulla-Britt Hillbom spelade för IFK Stockholm 1959 men bytte då klubb till IK Bolton. Hultberg spelade sedan kvar i Bolton under resten av sin elitkarriär. Hon spelade att döma efter tidningsreferaten till 1968. Hon tog 5 guld i SM med Bolton 1963 och 1965 till och 1968. Hon vann också flera SM-guld utomhus med IK Bolton.

## Landslagskarriär
Den 24 juni 1960 gjorde hon sin landslagsdebut utomhus mot Island i Nordiska mästerskapet. Sverige förlorade matchen med 6-7 och Ulla -Britt Hultberg spelade på backplats i landslaget. Hon spelade två matcher i NM det året. Ulla Britt Hultberg debuterade i damlandslaget inomhus den 5 november 1960 i Värnamo Sporthall. Matchen slutade oavgjord 5-5 och Hultberg stod för ett av de svenska målen. Sista inomhuslandskampen var den 13 mars 1966 mot Nederländerna i Mönsterås Sporthall, då Sverige vann med 8-6, men Hultberg slutade matchen mållös. Den nya statistiken tar bara upp 20 landskamper och 18 gjorda mål medan den gamla redovisar 29 landskamper. Bara tre av matcherna inomhus i den nya statistiken vann Sverige medan 15 förlorades och två slutade oavgjorda. Sverige tillhörde inte världseliten. Ulla-Britt Hultberg spelade sin sista landskamp utomhus vid Nordiska mästerskapet på Island 1964 då hon spelade 4 landskamper. Hon stod då på 18 landskamper och spelade hösten 1964 och till 1966 ytterligare 11 landskamper inomhus vilket stämmer med den gamla statistikens 29 landskamper.